# Sevdah

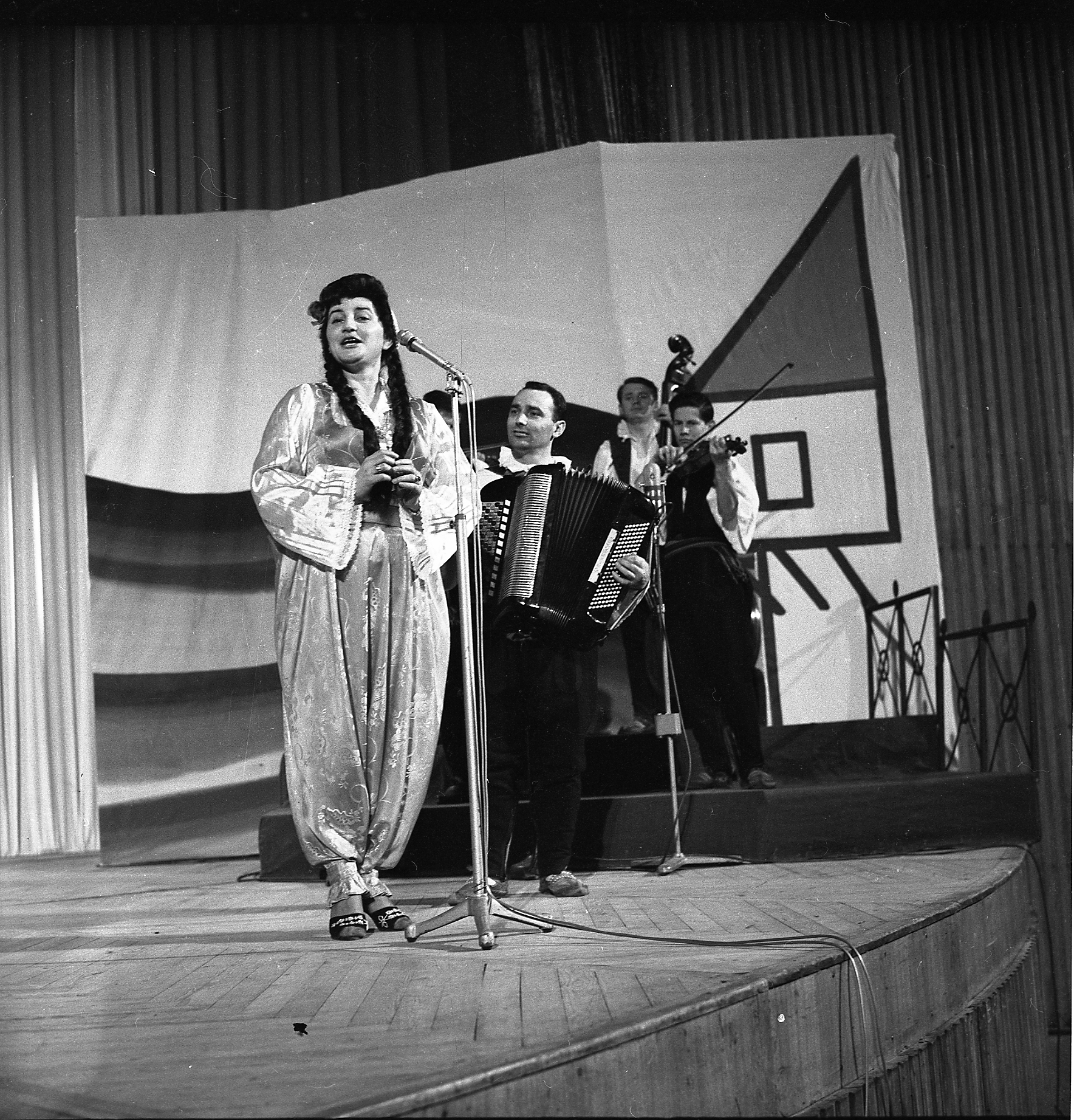
Nada Mamula in 1962.

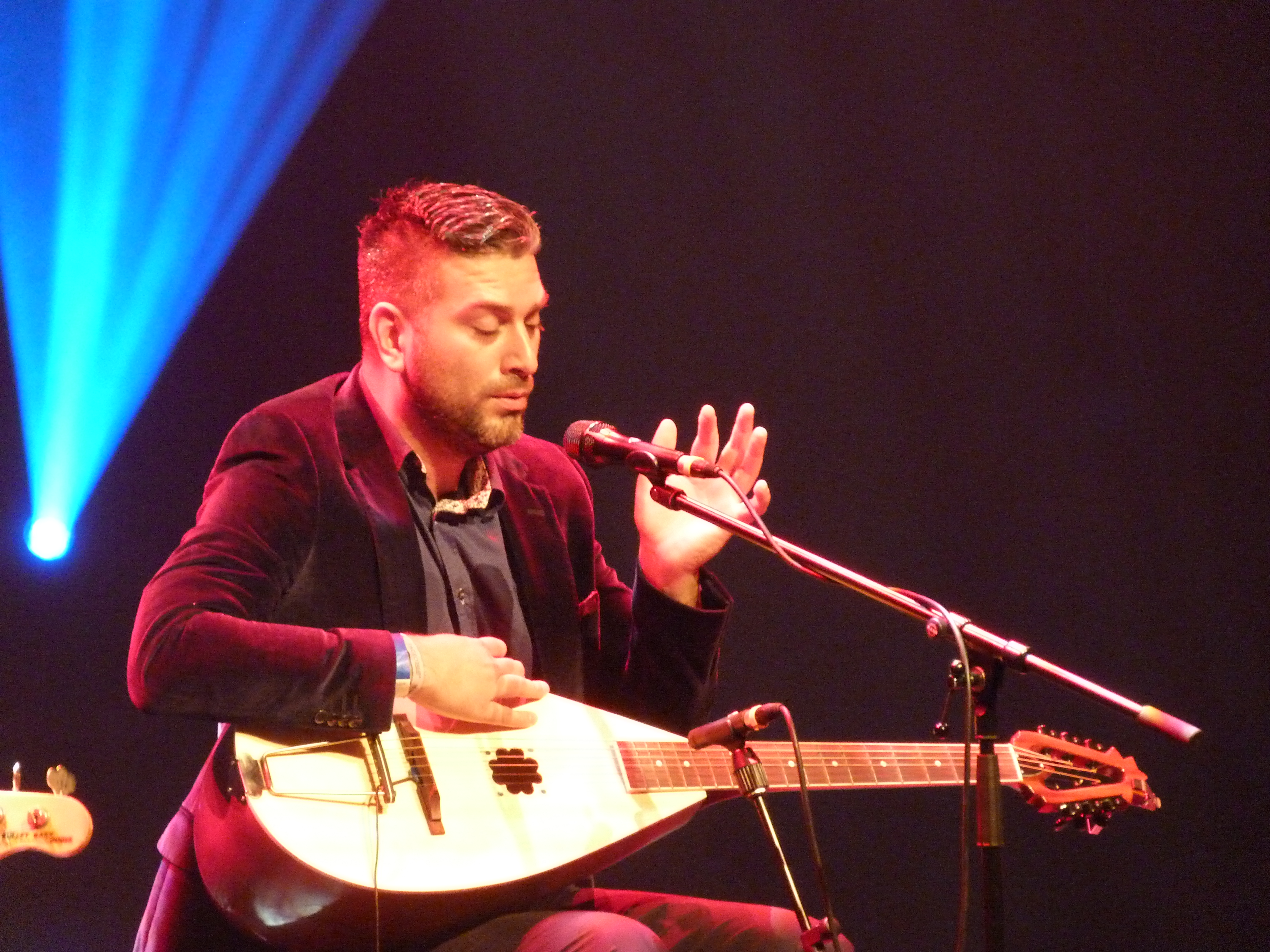
Damir Imamović in 2015.

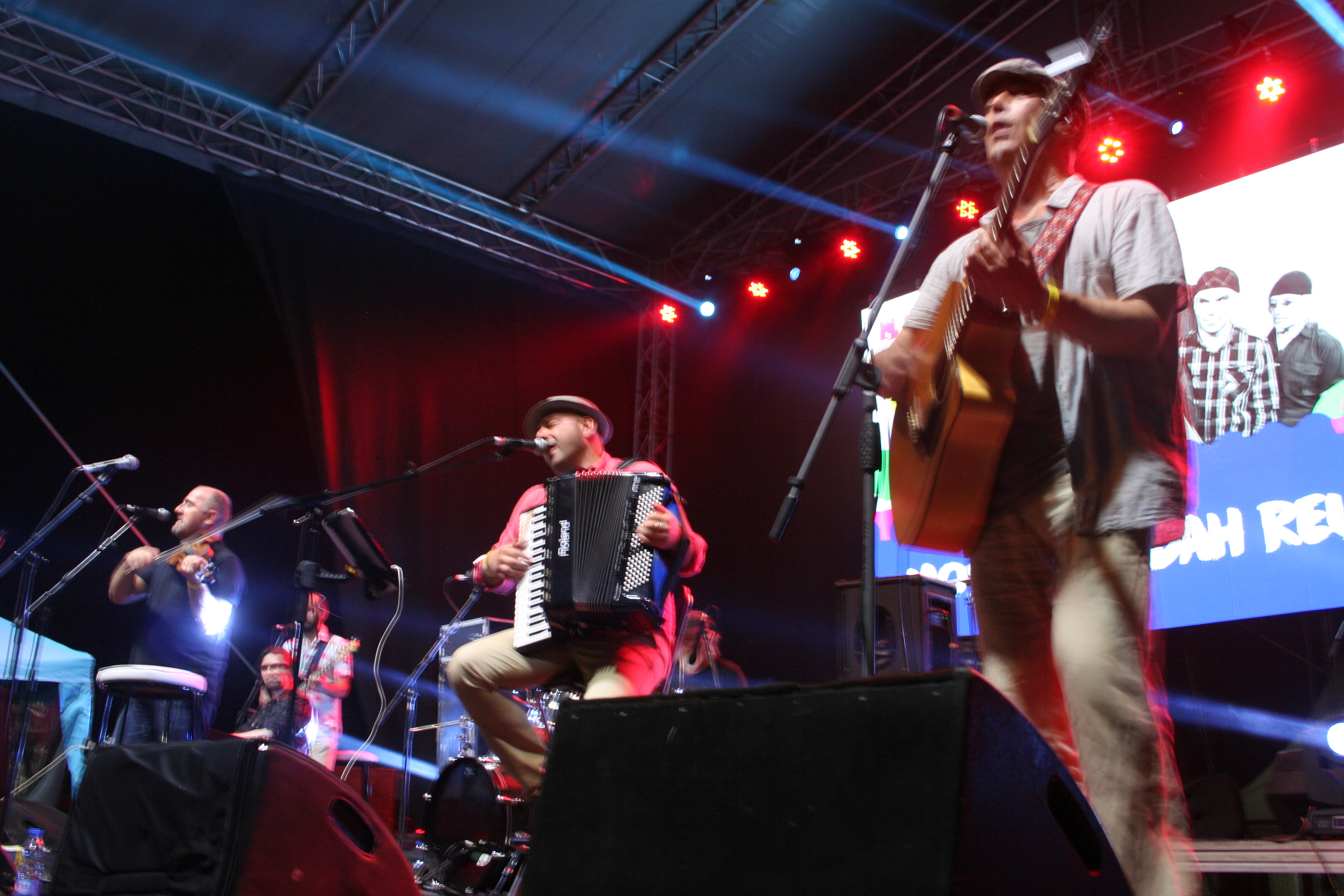
Mostar Sevdah Reunion in 2017.

Sevdah is de traditionele, melancholische volksmuziek uit Bosnië en Herzegovina. Sevdah-liederen worden sevdalinka's genoemd. In 2024 werd sevdah door de UNESCO erkend als immaterieel cultureel erfgoed.
De oorsprong van de muziek ligt in de tijd van de Ottomaanse overheersing van de Balkan. De Sevdalinka worden gecomponeerd in de zigeunertoonladder, die een oriëntaalse sfeer schept. In de Ottomaanse tijd werd sevdah vaak begeleid met een saz. Later werd het meer gebruikelijk om sevdah te begeleiden met instrumenten als accordeon en ook viool, klarinet en gitaar.

## Betekenis en herkomst van de term sevdah
Het woord sevdah komt van het Turkse woord sevda, dat liefde betekent. Het woord sevda komt ook voor in de Turkse term kara sevdah, duistere liefde. Indirect komt het woord sevdah ook van het Arabische woord sawda, dat melancholie of zwartgalligheid betekent.
In de hedendaagse Bosnische taal betekent sevdah ook sterke liefde, het verlangen naar liefde, en meer specifiek hopeloze, pijnlijke liefde die gedoemd is om nooit vervuld te worden.
Teksten van sevdahliederen (sevdalinka) gaan dan ook vaak over de liefde en over onbeantwoorde of onbereikbare liefdes. Maar hoewel sevdahmuziek melancholisch klinkt, zijn de teksten dat niet altijd. Een sevdahlied kan gaan over allerlei onderwerpen. Het kan ook een opgewekt verhaal zijn over twee geliefden die gelukkig samen zijn.

## Geschiedenis
Sevdah is een eeuwenoud genre. Sevdah is ontstaan uit een vermenging van invloeden uit Oost en West: Zuid-slavische liederen en verhalen gecombineerd met Oosterse invloeden uit de Ottomaanse tijd en westerse invloeden vanaf de Oostenrijks-Habsburgse tijd.
Sevdah wordt gezien als een Bosnisch genre, maar is niet exclusief Bosnisch. Sommige melodieën kwamen vermoedelijk uit het Oosten, en het is mogelijk dat liederen en melodieën uit verschillende delen van de Balkan met elkaar vermengd raakten. Ook sevdahmusici waren niet altijd Bosnisch. Bij Radio Belgrado speelden bijvoorbeeld ook Servische sevdahmusici als Vule Jevtić en Vlastimir Pavlović Carevac.

### Ottomaanse tijd
In de Ottomaanse tijd werd sevdah vaak begeleid met een saz, de Turkse langhalsluit. De muziek was sterk beïnvloed door Oosterse maqam-structuren. De Oosterse (maqam) invloed in sevdah is onder andere terug te horen in brede, uitgestrekte melodiebogen met veel verfijnde verfraaiingen en versieringen.

### Oostenrijks-Habsburgse tijd
In de Oostenrijks-Habsburgse tijd werd sevdah meer aangepast aan westerse standaarden, en aan westerse percepties van de Oriënt. De accordeon deed zijn intrede en verdrong andere muziekinstrumenten.
Vanaf (eind) 19e eeuw werd sevdah een populair genre in kafana's.

### Begin 20e eeuw: eerste opnamen en radio-uitzendingen
Rond 1900 werden de eerste sevdah-platen opgenomen. De techniek was in die tijd beperkt, en om toch goed hoorbaar te zijn, zongen zangers in een operateske belcanto-stijl. De meest populaire zanger uit die tijd was Mijat Mijatović.
Vanaf eind jaren 1920 werden er radio-uitzendingen gemaakt in Belgrado en Sarajevo. Hierbij werden ook sevdalinkas uitgezonden. Door de komst van de microfoon was de belcanto-stijl niet meer noodzakelijk. Op de radio kwam hierdoor ruimte voor een meer intieme manier van zingen, de crooning stijl, en voor de kafana stijl.

### Bloeiperiode na Tweede Wereldoorlog
Na de Tweede Wereldoorlog kwamen verschillende nieuwe sevdah-artiesten op. Het Joegoslavische platenlabel Jugoton bracht sevdahmuziek uit van artiesten als Zaim Imamović en Nada Mamula. Radiozenders als Radio Sarajevo namen na strenge audities artiesten aan om voor hen te spelen, waaronder Himzo Polovina, Zehra Deović en Zora Dubljević. Andere populaire sevdah-artiesten waren Silvana Armenulić en Safet Isovic.
Zaim Imamović ontwikkelde een nieuwe zangstijl in plaats van de eerder populaire belcanto-stijl en crooning-stijl. Hij richtte zich hierbij op de schoonheid van traditionele melodieën in combinatie met maqam-achtige versieringen of ornamenten. Nada Mamula wist de kunst van het gebruik van ornamenten verder te perfectioneren.
In de jaren 1980 verschoof de aandacht van de radio en het publiek naar moderne genres als turbo-folk. Veel jongeren waren niet meer geïnteresseerd in sevdah.

### Heropleving na Joegoslavische burgeroorlog
Tijdens de Joegoslavische burgeroorlog van de jaren 1990 vluchtten veel Bosniërs naar Slovenië. Een groep jonge Bosniërs richtte hier de succesvolle band Dertum op en wist hiermee weer interesse voor sevdah op te wekken. Ondertussen werden in de belegerde steden Sarajevo en Mostar concerten georganiseerd, ondanks de gevaarlijke omstandigheden. Muziekproducent Dragi Šestić richtte na de oorlog Mostar Sevdah Reunion op met muzikanten die hij tijdens de oorlog had leren kennen. Deze groep combineerde sevdah met stijlen als jazz en blues en was hier internationaal succesvol mee. Ook artiesten als Amira Medunjanin, Damir Imamović en later Divanhana waren internationaal succesvol met een combinatie van sevdah met andere stijlen en moderne invloeden.

## Sevdah-artiesten
Voorbeelden van artiesten in het sevdah genre:
- Amira Medunjanin
- Mostar Sevdah Reunion
- Damir Imamović
- Divanhana
- Silvana Armenulić
- Zora Dubljević